# Alouatta discolor
Bugio-de-mãos-ruivas-de-spix (Alouatta discolor) é uma espécie de bugio do sudeste da Amazônia brasileira, ocorrendo ao sul do rio Amazonas, desde a margem direita do rio Tapajós até o rio Tocantins. Possui todo o corpo de pelagem negra, com mãos, pés, ápice da cauda e dorso de coloração ruiva ou castanho-avermelhada. É considerado como risco de extinção pois suas populações diminuíram em 30% nas últimas 3 gerações. No norte do Mato Grosso, foi mostrado que em sua dieta predomina frutos (sendo considerado o mais frugívoro dos bugios), exceto nos meses mais secos, em que se alimentam predominantemente de folhas jovens.

## Taxonomia
A espécie era anteriormente considerada uma subespécie do bugio-ruivo, mas agora é tratada como uma espécie separada.

## Descrição
Possui uma aparência semelhante ao guariba-de-mãos-ruivas, mas tem o dorso marrom-amarelado a marrom-avermelhado. Os machos pesam cerca de 7,2 kg, fêmeas cerca de 5,5 kg.

## Distribuição e habitat
A espécie é endêmica do Brasil central, especificamente ao longo do sudeste do Rio Amazonas, no estado do Pará. Ocorre principalmente na área interfluvial entre quatro rios: Tapajós, Juruena, Xingú e Irirí. O limite mais ocidental do habitat nativo fica na margem direita do rio Tapajós e do Rio Juruena e se estende para leste até as margens do Rio Xingú e do Rio Irirí. Esta faixa de terra se estende ao norte até o Forte Curupá (Gurupá), Brasil.
Habita principalmente florestas de várzea separadas por áreas secas, bem como florestas afetadas por inundações sazonais.

## Ecologia
A principal fonte de alimento desta espécie são frutas maduras e verdes; tem a maior dependência desta fonte de alimento de todas as espécies de seu gênero. Uma variedade de espécies fornece frutas o ano todo, mas as folhas complementam os açúcares das frutas com proteínas em suas dietas. Quando essas fontes de alimento são limitadas, os bugios também complementam suas dietas com folhas mais maduras, flores, matéria vegetal lenhosa e, às vezes, fungos para possivelmente ajudar a digerir o aumento da matéria vegetal.
A espécie geralmente se move em grupos de 4 a 11 indivíduos e têm áreas de vida relativamente pequenas, de 5 a 45 ha de tamanho.

## Conservação
A espécia está atualmente listada como vulnerável pela União Internacional para a Conservação da Natureza, haja vista sua diminuição populacional de mais de 30% nas últimas três gerações, principalmente devido à perda de habitat.
A principal ameaça à espécie é a destruição do habitat pela exploração madeireira, bem como a conversão de terras para pecuária e plantações de soja. A fragmentação do habitat ocorre pela presença de duas grandes rodovias - a rodovia Cuiabá-Santarém percorre sua extensão no sentido norte-sul e a Rodovia Transamazônica no sentido leste-oeste. Essas estradas também apresentam risco de morte por colisão com os veículos. Também é fortemente caçado (tanto comercialmente como para subsistência).